# Oroka na Tenshi wa Akuma to Odoru
Oroka na Tenshi wa Akuma to Odoru (愚かな天使は悪魔と踊る?) es una serie de manga japonesa escrita e ilustrada por Sawayoshi Azuma. Se ha serializado en la revista de manga seinen Dengeki Maoh de ASCII Media Works desde junio de 2016. Una adaptación de la serie al anime de Children's Playground Entertainment se estrenó el 9 de enero de 2024.

## Argumento
El cielo y el infierno están en guerra y el infierno está en desventaja. El demonio Masatora Akutsu va a la Tierra encubierto como un estudiante que planea reclutar humanos carismáticos para reforzar las filas y elevar la moral del infierno. Rápidamente se enamora de la estudiante Lily Amane e intenta reclutarla. Sin embargo, ella se revela como un ángel sádico y encubierto que caza demonios. Ella lo derrota y le perdona la vida, luego le pone un collar que lo obliga a obedecerla. Mientras él planea liberarse, ella planea usarlo como herramienta para reformar el Cielo.

## Personajes
Masatora Akutsu (阿久津 雅虎 Akutsu Masatora?)
 Seiyū: Yuma Uchida
Lily Amane (天音 リリー Amane Rirī?)
 Seiyū: Ayane Sakura
Yūya Tanigawa (谷川 裕也 Tanigawa Yūya?)
 Seiyū: Shūichirō Umeda
Kensaku Hirota (広田 健作 Hirota Kensaku?)
 Seiyū: Shun'ichi Toki
Yūka Tanahashi (棚橋 夕香 Tanahashi Yūka?)
 Seiyū: Nao Tōyama
Liz (リズ Rizu?)
 Seiyū: Rie Kugimiya
Shiromura (城村?)
 Seiyū: Kazuhiro Yamaji
Joe (ジョー Jō?)
 Seiyū: Masako Nozawa
Chum (チャム Chamu?)
 Seiyū: Mayumi Tanaka
Lilia Amane
 Seiyū: Kaori Ishihara
Zwei
 Seiyū: Ryōtarō Okiayu

## Contenido de la obra

### Manga
Escrito e ilustrado por Sawayoshi Azuma, Oroka na Tenshi wa Akuma to Odoru comenzó su serialización en la revista Dengeki Maoh de ASCII Media Works el 27 de junio de 2016. Hasta la fecha se han publicado diecinueve volúmenes tankōbon.
Una serie derivada ilustrada por Suimin, titulada Midara na Sotai wa Sei ni Mezameru, comenzó a publicarse en Dengeki Maoh el 26 de noviembre de 2022. Hasta la fecha se han publicado dos volúmenes tankōbon.

#### Oroka na Tenshi wa Akuma to Odoru
| Volúmenes de manga publicados | Volúmenes de manga publicados | Volúmenes de manga publicados |
| Número                        | Fecha de lanzamiento          | ISBN                          |
| ----------------------------- | ----------------------------- | ----------------------------- |
| 1                             | 17 de diciembre de 2016       | ISBN 978-4-04-892510-5        |
| 2                             | 27 de marzo de 2017           | ISBN 978-4-04-892788-8        |
| 3                             | 26 de agosto de 2017          | ISBN 978-4-04-893308-7        |
| 4                             | 27 de marzo de 2018           | ISBN 978-4-04-893711-5        |
| 5                             | 27 de septiembre de 2018      | ISBN 978-4-04-893988-1        |
| 6                             | 26 de febrero de 2019         | ISBN 978-4-04-912361-6        |
| 7                             | 24 de agosto de 2019          | ISBN 978-4-04-912651-8        |
| 8                             | 27 de enero de 2020           | ISBN 978-4-04-912981-6        |
| 9                             | 27 de julio de 2020           | ISBN 978-4-04-913297-7        |
| 10                            | 27 de enero de 2021           | ISBN 978-4-04-913631-9        |
| 11                            | 27 de julio de 2021           | ISBN 978-4-04-913897-9        |
| 12                            | 27 de noviembre de 2021       | ISBN 978-4-04-914121-4        |
| 13                            | 27 de mayo de 2022            | ISBN 978-4-04-914428-4        |
| 14                            | 31 de octubre de 2022         | ISBN 978-4-04-914712-4        |
| 15                            | 27 de abril de 2023           | ISBN 978-4-04-914991-3        |
| 16                            | 26 de octubre de 2023         | ISBN 978-4-04-915256-2        |
| 17                            | 27 de diciembre de 2023       | ISBN 978-4-04-915430-6        |
| 18                            | 26 de enero de 2024           | ISBN 978-4-04-915484-9        |
| 19                            | 26 de junio de 2024           | ISBN 978-4-04-915796-3        |

#### Midara na Sotai wa Sei ni Mezameru
| Volúmenes de manga publicados | Volúmenes de manga publicados | Volúmenes de manga publicados |
| Número                        | Fecha de lanzamiento          | ISBN                          |
| ----------------------------- | ----------------------------- | ----------------------------- |
| 1                             | 26 de octubre de 2023         | ISBN 978-4-04-915252-4        |
| 2                             | 26 de junio de 2024           | ISBN 978-4-04-915796-3        |

### Anime
El 26 de abril de 2023 se anunció una adaptación de la serie al anime. Está producida por Children's Playground Entertainment, en cooperación con Gaina, y escrita y dirigida por Itsurō Kawasaki, con diseños de personajes a cargo de Yūko Yahiro y música compuesta por Takurō Iga. La serie se estrenó el 9 de enero de 2024 en TV Tokyo y otras cadenas. El tema de apertura es «Otowa» (オトワ?), interpretado por Taiyō to Odore Tsukiyo ni Utae, mientras que el tema de cierre es «Gift», interpretado por Kaori Ishihara. Crunchyroll obtuvo la licencia de la serie fuera de Asia.